# Gösta Mittag-Leffler
Pour les articles homonymes, voir Mittag et Leffler.
Magnus Gustaf (Gösta) Mittag-Leffler, né le 16 mars 1846 à Stockholm et mort le 7 juillet 1927 à Djursholm, est un mathématicien suédois.

## Biographie

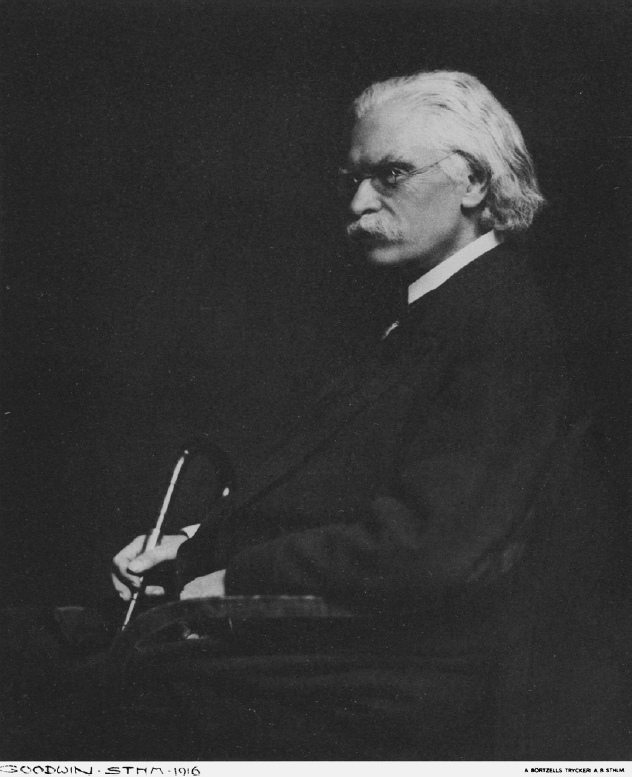
Portrait par Henry B. Goodwin, en 1916.

En 1873, après avoir obtenu un doctorat à l’université d'Uppsala, il se rend à Paris pour suivre les cours de Charles Hermite dont la notoriété est grande. Mais ce dernier lui conseille modestement de préférer ceux de Weierstrass à Berlin. C'est auprès de ce dernier qu'il établira ses plus importants travaux en analyse complexe et sur les séries de fonctions. Poursuivant des travaux de Liouville, un important théorème de décomposition des fonctions méromorphes porte son nom. Il devient titulaire d'une chaire de mathématiques à l'université Alexandre d'Helsingfors (1877-1881), aujourd'hui Helsinki.
Il crée en 1882 la revue Acta Mathematica où publieront les grands mathématiciens de l'époque comme Cantor, Poincaré ou Sophie Kowalevski. C'est grâce à Kowalevski et Weierstrass que Mittag-Leffler put se faire connaître et, en particulier, obtenir un poste de professeur de mathématiques à l'université de Stockholm, fondée en 1878, dont il deviendra le recteur, et où Mittag-Leffler fut un des premiers à enseigner. En janvier 1889, il participe en tant que jury au concours international de mathématiques organisé par le roi Oscar II (roi de Suède) à l'occasion de son soixantième anniversaire. Henri Poincaré choisit le sujet sur la stabilité du système solaire, lié au problème des 3 corps, et remporte le prix. Le mémoire est publié dans le volume 13 de la revue Acta Mathematica ; mais, grâce à la relecture attentive de Lars Phragmén, Poincaré s’aperçoit alors d'une grave erreur qui tendrait à inverser ses premières conclusions. Mittag-Leffler lui demande de récrire le mémoire. Craignant de perdre la face devant son souverain, Mittag-Leffler fait détruire les numéros déjà imprimés de la revue et demande à Poincaré de payer le coût de la nouvelle édition (qui s’avérera supérieur au montant du prix remporté).